# Wirkladung
Wirkladung ist die Ladung, die die munitionsspezifische Wirkung erbringt. Wirkladungen sind z. B. Sprengladungen, Hohlladungen, Beobachtungsladungen, Brandsätze, Nebelsätze, Lichtsignalsätze jedoch nicht der Treibsatz, der eine Granate oder einen Flugkörper antreibt. Die Nutzlast in einem Gefechtskopf ist die Wirkladung.